# 苯二氮䓬类药物停药综合征
苯二氮䓬类药物戒斷症候群又称苯二氮卓戒断综合征（英語：Benzodiazepine withdrawal syndrome），通常缩写为苯并戒断（benzo withdrawal）或BZD戒断（BZD withdrawal） ，是指服用苯二氮䓬类药物（可能因医疗原因或娱乐性原因用药）并产生生理依赖性后，减少用量或停药时产生的藥物戒斷症状。觅药行为或按处方服药均可能导致生理依赖性与药物成瘾（或二者之一）以及因此产生的戒断症状。某些症状可能持续数年。苯二氮䓬类药物戒斷症候群的显著特征症状包括：睡眠障碍、易怒、紧张焦虑、恐慌發作、手颤、发抖、出汗、难以集中精神、意识混乱和认知障碍、记忆减退、恶心干呕、体重下降、心悸、头痛、肌肉疼痛僵硬、知觉变化、幻觉、癲癇發作、思覺失調以及自杀。此外，这些症状可能时好时坏，每日或每周的严重程度不一，而不是持续稳定好转。
苯二氮䓬类戒断症状可能很严重，症状复杂且常常长期持续。长期使用苯二氮䓬类（即每日用药，持续至少三个月）可能有更高的药物依赖风险，亦可能造成用量增加、药效降低、增加事故和摔倒的概率（尤其是老年人），还可能与认知、神经系统和智力损伤有关。因此不宜长期使用苯二氮䓬类药物。将苯二氮䓬类药物作为短效安眠药使用，在入睡时可能有效，但可能因戒断反应而导致后半段睡眠质量不佳。尽管如此，对于长期服用苯二氮䓬类药物者，不应违背其意愿强迫停药。
苯二氮䓬类戒断可能有重症反应，甚至产生癫痫发作等危及生命的症状，尤其是突然戒断或减量过快的大剂量或长期用药者。然而逐步减量或相对用量较少的短期用药者亦可能出现重症戒断反应，在动物模型中甚至曾有单次大剂量用药后戒断出现重症反应。少数人会出现遷延性戒斷症狀，症状可能在戒断后数月甚至数年内持续，维持在亚急性状态。缓慢而逐步的减少药物用量能使遷延性戒斷症狀的出现概率尽可能降低。
长期使用苯二氮䓬类药物会导致神经适应，降低药物效果，造成耐受和依赖。即使是持续服用治疗剂量期间，长期使用苯二氮䓬类药物亦可能引起类似戒断反应的症状，尤其是在服药间隔期。停药或减少用量后，用药者即会出现药物戒断症状，直至其生理适应恢复。这些反跳症状可能与最初服药前的病症相同，亦可能是戒斷症候群的一部分。在重症病例中，戒断反应可能会恶化，或与严重的精神疾病相似，如狂躁、精神分裂症，尤其在大剂量用药者中还会出现癲癇重積狀態。若不能正确诊断出戒斷症候群，可能会误诊为服药前的疾病复发而需要继续用药，导致戒断失败、重新开始用药，而重新用药往往比之前的剂量更大。
提高戒断成功率的方法包括：提升对戒断反应的意识，针对用药者的戒断反应严重程度而制定个人化的逐步戒断方法，以及增加其他替代方法辅助，如使用药者安心、参加苯二氮䓬类药物戒断互助小组。这些方法都能有效提高戒断的成功率。

## 症状和体征
苯二氮䓬类、巴比妥类等镇静安眠药物或酒精成瘾者在停用后会产生严重的戒断反应症状。《临床成人精神医学手册》显示这些戒断症状比鸦片类药物的戒断症状更严重、危害更大。使用者在停药时一般甚少获得相关建议和支持。一些戒断症状与用药治疗之前的病症相同，可能症状严重或长期持续。半衰期较长的苯二氮䓬类药物可能在停用长达三周之后才会出现戒断反应，而半衰期较短的药物则较早出现戒断反应，一般在停用24-48小时后即会出现。不同剂量用药者的戒断症状种类可能没有重大差异，但大剂量用药者的症状严重程度往往更高。
在用药量减少时，服药者可能会首次出现戒断反应，包括失眠、焦虑、痛苦、体重下降、晕眩、夜汗、肌肉抽搐、恐慌发作、抑郁、失实症、偏执等。这些症状更常见于短效苯二氮䓬类停药时，例如三唑仑等药物。日间症状可能在夜间用药给药数日至数周后出现，亦可能出现于佐匹克隆等Z药物使用者。即使是间歇服用苯二氮䓬类，亦可能在戒断后出现失眠症状反弹，可能比服药前更加严重。
逐步或突然减少药量可能出现下列症状：
- 靜坐不能
- 激动、焦虑，[25]可能有惊恐及恐慌發作[1][37]
- 视力模糊[37]
- 胸痛[37]
- 人格解體[38]
- 抑郁（可能严重），[39]甚至有自杀念头[2][3]
- 失實症[40]
- 瞳孔放大[22]
- 頭暈[37]
- 口乾[37]
- 煩躁[41][42]
- 血壓升高，[43]或高血壓[44]
- 疲勞、虛弱[37]
- 胃肠功能紊乱（包括恶心、腹泻、呕吐等）[45][46][46][47]
- 听觉障碍[37]
- 头痛[1]
- 潮熱、发冷[37]
- 嗅覺過敏（英语：Hyperosmia）[48]
- 入睡前幻觉（英语：Hypnagogia）[17]
- 疑病症[37]
- 触觉敏感度增强[40]
- 排尿频率增加[37]
- 失眠[45]
- 记忆力和专注力受损[1][37]
- 食欲不振、體重下降[49]
- 轻微至中度失语症[48]
- 情绪波动[37]
- 肌肉痉挛、抽筋、不适或肌束震颤（英语：fasciculation）[50]
- 梦魇[45]
- 强迫症[51][52]
- 感觉异常[37][40][48][5][53]
- 偏执[48]
- 出汗[1]
- 畏光[48]
- 姿位性低血壓[45]
- 快速动眼期睡眠反弹（英语：REM sleep rebound）[54]
- 不寧腿綜合症[24]
- 关节僵硬[37]
- 味觉和嗅觉障碍[37]
- 心跳过速[55]
- 耳鸣[56]
- 顫抖[57][58]
- 视觉障碍[40]

迅速停药可能会引发更严重的症状：
- 紧张性抑郁障碍，可能致死[59][60][61]
- 意识错乱（英语：Confusion）[25]
- 癲癇發作，[25]可能致死[62][63]
- 昏迷[64]（罕见）
- 震顫性譫妄[65][66][66]
- 高熱[45]
- 狂躁[67][68]
- 抗精神藥物惡性症候群类似表现[69][70]（罕见）
- 器质性脑病综合征（英语：Organic brain syndrome）[71]
- 創傷後壓力症候群[24]
- 思覺失調[72][73]
- 自殺意念（英语：Suicidal ideation）[74]或自杀[2][3]
- 暴力、攻击行为[37][75]